# Antal József (sportvezető)
Antal József (Makó, 1912. december 25. – Budapest, 1998. március 7.) magyar sportvezető, egyetemi tanár.

## Életpályája
Szülei: Antal József szabómester és Égető Mária voltak. 1923–1932 között a Makói József Attila Gimnázium diákja volt. 1937-ben diplomázott a Testnevelési Főiskolán. 1937–1948 között a Szegedi Klauzál Gábor Gimnázium testnevelő tanáraként dolgozott. 1947-ben Szegeden városi sportfelügyelő-helyettes volt. 1948–1949 között a Szegedi Tudományegyetem hivatalának ügyvezető igazgatója volt. 1949-ben pártiskolát végzett. 1949–1950 között a Szegedi Tanárképző Főiskola Testnevelési Tanszékének főiskolai docense és a tanszék vezetője, 1950–1951 között főiskolai tanára volt. 1950-ben sportvezetőképzői iskolát végzett. 1951–1965 között a Testnevelési Főiskola igazgatója volt. 1965–1966 között az Időszaki és Küzdősportok Tanszék tanszékvezető főiskolai tanára volt. 1965–1976 között a Magyar Torna Szövetség (MOTESZ) elnöke volt. 1969–1976 között a Testnevelési Tudományos Tanács főtitkáraként tevékenykedett.

## Művei
- A szocialista testnevelés célja és feladatai (Budapest, 1955)
- Általános elméleti ismeretek (Czirják Józseffel, Neu Jenővel, Budapest, 1961)
- A felnőttek és az idősebbkorúak testnevelése (Budapest, 1964)
- A tanórán kívüli testnevelés szerepe ifjúságunk nevelésében (Budapest, 1968)
- A munkahelyi testnevelés (Neu Jenővel, Budapest, 1971)
- A munkahelyi testnevelés elméleti kérdéseiből (Budapest, 1977)
- Felmérések a munkahelyi testnevelésről (szerkesztő, Budapest, 1980)